# Chus Herrera
Jesús Chus Herrera Alonso (5 de febrero de 1938 - 20 de octubre de 1962) fue un jugador de fútbol español que falleció a los 24 años de edad. En su carrera profesional llegó a debutar como jugador internacional y a ser integrante de la plantilla del Real Madrid que consiguió cinco copas de Europa consecutivas.

## Biografía
Chus Herrera nació en Asturias en 1938. Lo hizo en Gijón, en la parroquia de Cabueñes. Era hijo de Eduardo Herrera, Herrerita, el gran delantero internacional gijonés que jugó la mayor parte de su carrera en el Real Oviedo.
Tras formarse en diferentes equipos de Oviedo; Ovetense (1952-54), SD Vetusta (1954-56) (filial del Real Oviedo) y pasar una cesión en el Real Juvencia de Trubia (1956), debutó finalmente con el Real Oviedo en Segunda División en la temporada 1956-57. En su debut jugó ya de extremo derecho y marcó 2 goles al Caudal Deportivo causando sensación entre la afición oviedista, que aún recordaba a su padre, retirado solo unos pocos años antes. A la temporada siguiente Herrera se había convertido ya en uno de los puntales del equipo, a pesar de su corta edad. El Real Oviedo logra esa temporada el ascenso, siendo decisiva la actuación de Herrera en una importante victoria ante el Rayo Vallecano por 0-2 en la que también marcó dos goles. Esa gran actuación en Vallecas hizo que el Real Madrid se fijara en el hijo de Herrerita y lo fichara. El jugador tenía todavía 20 años cuando fichó por el Real Madrid en 1958.
El Real Madrid, liderado por Alfredo Di Stéfano tenía por aquel entonces un grandísimo equipo que se había proclamado campeón de la Copa de Europa 3 temporadas consecutivas. La delantera titular de la temporada 58-59 estaba formada por Di Stéfano, Ferenc Puskás, Paco Gento, Raymond Kopa y Héctor Rial. Herrera era uno de los jugadores de recambio de esa delantera de altísimo nivel. A pesar de ello tuvo una aportación muy significativa ya que llegó a jugar 19 partidos de Liga y marcar 8 goles en el subcampeonato de Liga que obtuvo el Real Madrid. También participó en la Copa de Europa que obtuvo el Real Madrid (la 4.ª) aunque no jugó la final de la Copa de Europa.
La temporada 1959-60 fue la mejor de su carrera. Jugó 25 partidos de Liga y marcó 7 goles en un nuevo subcampeonato de Liga. El Real Madrid llegó a la final de la Copa, en la que Herrera jugó, aunque el Real Madrid perdió la final; y volvió a participar en el éxito de la 5.ª Copa de Europa, aunque sin jugar la final. También debutó como internacional.
En septiembre participó en la obtención de la Copa Intercontinental de 1960. Fue la primera vez que se disputaba este torneo y el Real Madrid de las 5 Copas de Europa se coronó con su victoria como mejor equipo del mundo. Herrera participó en el partido de vuelta, disputado en el Estadio Santiago Bernabéu el 4 de septiembre de 1960, en el que el Madrid le endosó un 5-1 al Peñarol. Herrera fue además el autor del cuarto gol de la tarde.
En la temporada 1960-61 apenas participó en el título de Liga del Real Madrid, ya que solo jugó 6 encuentros en el comienzo de temporada. El día 29 de junio, fue operado de un sarcoma y radiado con bomba de cobalto. La temporada 1961-62 la pasó prácticamente inédito hasta que en enero fue cedido hasta final de temporada a una Real Sociedad que pasaba graves apuros en el fondo de la clasificación de Primera.
En San Sebastián Herrera solo jugó los 6 primeros partidos de Liga tras su llegada, marcando dos goles. En el mes de mayo se lesionó y la Real Sociedad finalizó la temporada descendiendo.
El 20 de octubre de ese mismo año se produjo la muerte de Chus Herrera a causa del cáncer que padecía.

## Internacionalidad
Herrera jugó 1 partido con la Selección nacional de fútbol de España en 1960.
Fue el 13 de marzo de 1960 en un partido amistoso España-Italia, que España ganó por 3-1.
Su padre, Herrerita, también defendió los colores de la Roja de la que llegó a ser capitán, fueron los primeros, padre e hijo, que jugaron en la selección nacional y la única familia en que el padre, el hermano de su madre ( Chus Alonso ) y el hijo fueron internacionales.

## Clubes
| Club                    | País   | Año       |
| ----------------------- | ------ | --------- |
| Ovetense                | España | 1952-1954 |
| SD Vetusta              | España | 1954-1956 |
| Real Juvencia de Trubia | España | 1956      |
| Real Oviedo             | España | 1956-1958 |
| Real Madrid             | España | 1958-1962 |
| Real Sociedad           | España | 1962      |

## Títulos

### Campeonatos nacionales
| Título | Club        | País   | Año  |
| ------ | ----------- | ------ | ---- |
| Liga   | Real Madrid | España | 1961 |

### Campeonatos internacionales
| Título                | Club        | País   | Año  |
| --------------------- | ----------- | ------ | ---- |
| Copa de Europa        | Real Madrid | España | 1959 |
| Copa de Europa        | Real Madrid | España | 1960 |
| Copa Intercontinental | Real Madrid | España | 1960 |